# Марђита (Бихор)
Марђита (рум. Margita) насеље је у Румунији у округу Бихор. Oпштина се налази на надморској висини од 140 m.

## Становништво
Према подацима из 2011. године у насељу је живело 18935 становника.